# Sunda Kelapa (haven)

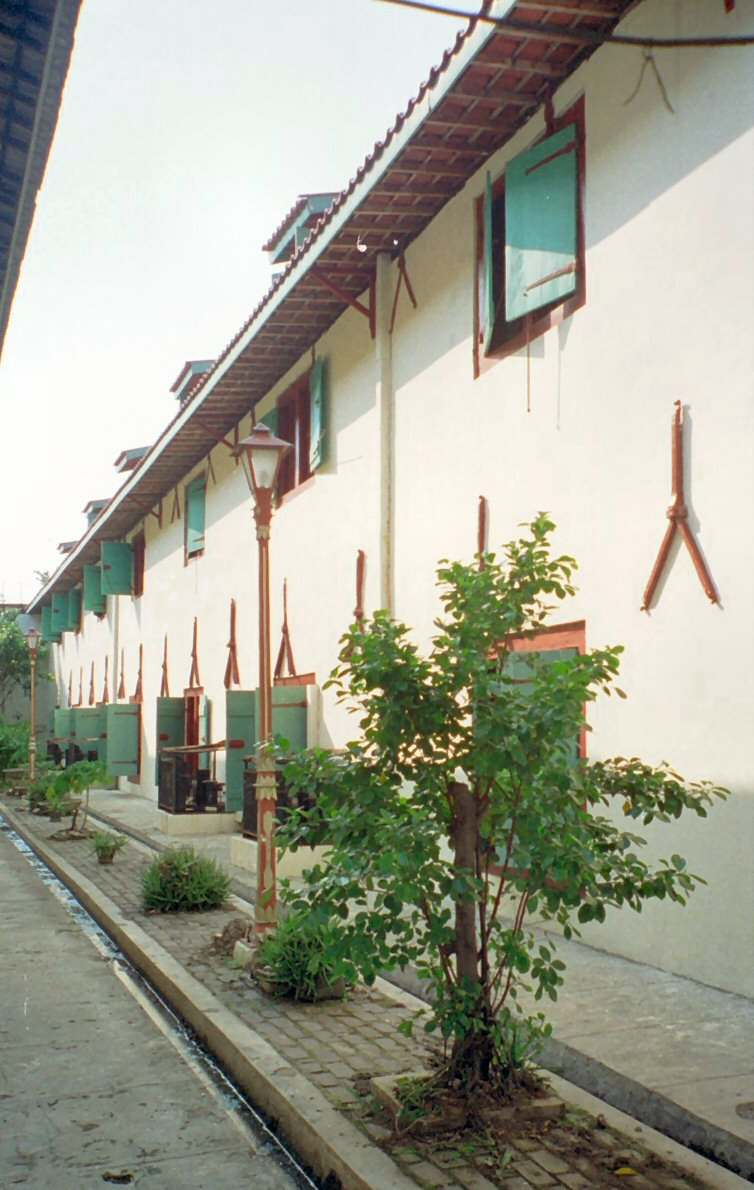
HDe westzijdse pakhuizen van de VOC, nu het Maritiem Museum

Sunda Kelapa (Soendanees voor kokos van Soenda), later Jayakarta geheten, is de oude haven van de Indonesische hoofdstad Jakarta. Sunda Kelapa was de oorspronkelijke plaats waar Jakarta toen nog Jacatra geschreven uit ontstond.

## Geschiedenis
Tot de 16e eeuw was Sunda Kelapa de belangrijkste haven van het koninkrijk Soenda. Nadat Soenda in 1522 een bondgenootschap sloot met Portugal tegen het sultanaat Demak, ontwikkelde Sunda Kelapa zich tot een Portugese handelsplaats. In 1527 veroverde prins Fatahillah van Demak de haven, die omgedoopt werd tot Jayakarta. Later werd de haven een deel van het Sultanaat Bantam.
In 1619 veroverde de Nederlander Jan Pieterszoon Coen de stad en liet op de resten van de in puin geschoten stad het Kasteel van Batavia bouwen. Aanvankelijk wilde hij dit Nieuw-Hoorn noemen (naar zijn geboorteplaats Hoorn), maar de Heren XVII, de hoogste bestuurders van de VOC, besloten anders. Het werd Batavia genoemd en bleef dit tot 1942, het jaar dat Nederlands-Indië bezet werd door Japanse troepen. Batavia werd toen Djakarta ofwel Jakarta.
Na de onafhankelijkheid van Indonesië kreeg Jayakarta zijn oude naam, Sunda Kelapa, weer terug.

## Bezienswaardigheden
In het voormalige magazijn van de Vereenigde Oostindische Compagnie is het Maritiem Museum van Jakarta gevestigd. Bij het begin van de haven bevindt zich De Uitkijk.